# Bei Anruf Liebe – The Other End Of The Line
Bei Anruf Liebe – The Other End Of The Line ist eine indisch-amerikanische Co-Produktion. Es handelt sich um eine Liebesgeschichte, in der zwei unterschiedliche Kulturen zusammentreffen.

## Handlung
Granger Woodruff ist in einer Werbeagentur tätig. Sein Leben verläuft in geregelten Bahnen, bis jemand seine Kreditkarte hackt und knapp 28.000 $ ausgibt. Die CityOne Bank setzt sich mit ihm in Verbindung, am Telefon berät ihn die hübsche Jennifer David. Beide kommen ins Gespräch, doch Granger weiß nicht, wer die Dame am anderen Ende der Leitung tatsächlich ist. Sie heißt eigentlich Priya Sethi, ist 22 Jahre alt und lebt in Mumbai, Indien.
Granger findet Priya am Telefon nett und möchte sich mit ihr in San Francisco treffen, wo Priya alias Jennifer angeblich arbeitet. Priya, die unglücklich mit Vickram verlobt ist, lässt sich nach kurzem Zögern auf die Verabredung ein. Ihren Eltern erzählt sie, dass sie in Amerika ihre Tante besuchen möchte.
In Amerika traut sich Priya nicht, sich als Jennifer zu erkennen zu geben. Doch nach einem Zusammenprall mit Granger ist die erste Hürde überwunden. Granger ist von der hübschen Inderin so angetan, dass er sie sofort zum Dinner einlädt. Sie verbringen weitere schöne Tage – bis Priyas Eltern ebenfalls die Verwandtschaft in Amerika besucht.
Bald lässt sich die Wahrheit nicht mehr vertuschen und Granger erfährt von Priyas Verlobung sowie auch von ihrer zweiten Identität Jennifer David. Enttäuscht wendet er sich ab und Priya kehrt mit ihrer Familie wieder in ihre Heimat zurück. Dennoch verweigert sie die Heirat mit Vickram, wofür ihr Vater letztendlich auch Verständnis zeigt.
Bei der Hochzeitsfeier seines besten Freundes Charlie realisiert Granger während seiner Trauzeugenrede, welchen Fehler er begangen hat. Sofort macht er sich auf den Weg in die Metropole Mumbai. In dem Call Center versöhnt er sich mit Priya und auch ihr Vater nimmt Granger herzlich in die indische Familie auf.

## Kritik
„Regisseur James Dodson (»Behind Enemy Lines II: Axis of Evil«) und seine Autorin Tracey Jackson (»Confessions of a Shopaholic«) erzählen eine süsse Geschichte mit einigen guten Pointen und einigen schönen indisch-amerikanischen Hindernissen. Doch vor allem erweist sich die Besetzung als Glücksgriff: Shriya, Jesse, Anupam & Co sorgen dafür, dass man sich hier ganz angenehm unterhält.“